# Dekanat IV – Najświętszej Maryi Panny Anielskiej w Dąbrowie Górniczej
Dekanat Najświętszej Maryi Panny Anielskiej w Dąbrowie Górniczej – dekanat diecezji sosnowieckiej.
W skład dekanatu wchodzą: 
| Parafia                                                                              | Adres                                            | Zdjęcie |
| Parafia Najświętszej Maryi Panny Anielskiej w Dąbrowie Górniczej – kościół dekanalny | ul. Królowej Jadwigi 17 41-300 Dąbrowa Górnicza  |         |
| Parafia Chrystusa Króla w Dąbrowie Górniczej                                         | ul. Jana Ziemby 1 41-300 Dąbrowa Górnicza        |         |
| Parafia Najświętszego Ciała i Krwi Chrystusa w Dąbrowie Górniczej                    | ul. Żeromskiego 9 41-300 Dąbrowa Górnicza        |         |
| Parafia Nawrócenia św. Pawła Apostoła w Dąbrowie Górniczej                           | ul. Wojska Polskiego 50 41-300 Dąbrowa Górnicza  |         |
| Parafia św. Barbary w Dąbrowie Górniczej                                             | ul. Legionów Polskich 36 41-300 Dąbrowa Górnicza |         |
| Parafia św. Józefa Oblubieńca Najświętszej Maryi Panny w Dąbrowie Górniczej          | ul. Konopnickiej 62a 41-300 Dąbrowa Górnicza     |         |
| Parafia św. Maksymiliana Marii Kolbego w Dąbrowie Górniczej                          | ul. Ludowa 6 41-300 Dąbrowa Górnicza             |         |